# Maksim Baławadze
Maksim Konstantinowicz Baławadze (ros. Максим Константинович Балавадзе, ur. 1910 we wsi Ganir-Kwitiri w Gruzji, zm. ?) – radziecki działacz partyjny.

## Życiorys
W 1934 ukończył Zakaukaski Instytut Inżynierów Komunikacji Drogowej, 1937 został kierownikiem szkoły w Tbilisi, potem do 1939 kierował Wydziałem Przygotowania Kadr Zakładu Remontu Parowozów i Wagonów im. Stalina, 1939 został członkiem WKP(b). Od 1939 kierował Sektorem Kadr Przemysłu Spożywczego Wydziału Kadr KC Komunistycznej Partii (bolszewików) Gruzji, potem kierował Wydziałem Przemysłowym Komitetu Miejskiego KP(b)G w Tbilisi i (do 1941) Wydziałem Transportowym KC KP(b)G, od 1941 służył w Armii Czerwonej. Do sierpnia 1943 był szefem wydziału politycznego dywizji, od sierpnia 1943 do 1946 I sekretarzem KC Komsomołu Gruzji, od 1946 ponownie kierował Wydziałem Transportowym KC KP(b)G, a od 1946 do listopada 1948 był zastępcą sekretarza KC KP(b)G ds. transportu i jednocześnie do listopada 1948 kierownikiem Wydziału Przemysłu i Transportu KC KP(b)G. Od listopada 1948 do 1950 ponownie kierował Wydziałem Transportowym KC KP(b)G, od 1951 do 2 kwietnia 1952 był sekretarzem KC KP(b)G, od kwietnia 1952 do maja 1953 był I sekretarzem Komitetu Obwodowego KP(b)G/KPG w Kutaisi, jednocześnie do 14 kwietnia 1953 był członkiem Biura KC KP(b)G/KPG.

## Odznaczenia
- Order Czerwonego Sztandaru Pracy
- Order Wojny Ojczyźnianej II klasy
- Order Czerwonej Gwiazdy